# Hoplia pentheri
Hoplia pentheri är en skalbaggsart som beskrevs av Ludwig Ganglbauer 1906. Hoplia pentheri ingår i släktet Hoplia och familjen Melolonthidae. Inga underarter finns listade i Catalogue of Life.